# يان تريجويه
يان تريجويه (بالفرنسية: Yann Trégouët)‏
```
هو 
ممثل
 
فرنسي
، ولد في 25 يناير 1975 
بباريس
 في 
فرنسا
.
```

## أعمال

### أفلام
- (1993) أزرق[1]
- (1997) الارطماسيا[2]
- (2000) المدينة هادئة
- (2008) سيدة جين
- (2009) جيش الجريمة
- (2012) الأخت[3]

## وصلات خارجية
- يان تريجويه على موقع IMDb (الإنجليزية)
- يان تريجويه على موقع روتن توميتوز (الإنجليزية)
- يان تريجويه على موقع ألو سيني (الفرنسية)
- يان تريجويه على موقع أول موفي (الإنجليزية)
- يان تريجويه على موقع قاعدة بيانات الأفلام السويدية (السويدية)
- يان تريجويه على موقع قاعدة بيانات الفيلم (الإنجليزية)
- يان تريجويه على موقع كينوبويسك (الروسية)